# ماهیگیری تفریحی

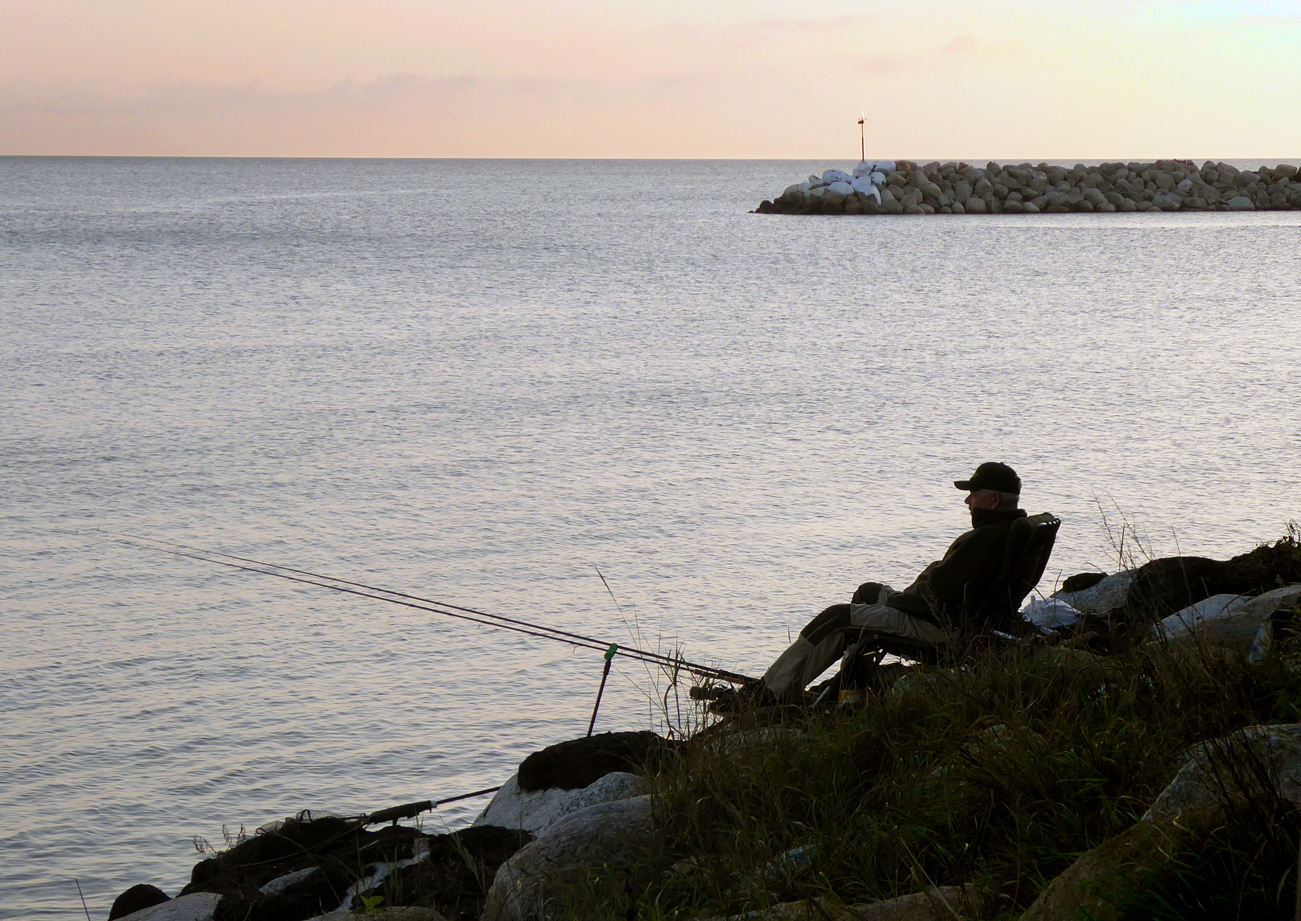
ماهیگیری تفریحی در غروب آفتاب

ماهیگیری تفریحی یا ماهیگیری سرگرمی (به انگلیسی: Recreational fishing) که ماهیگیری ورزشی (sport fishing) یا ماهیگیری شکار (game fishing) نیز نامیده می‌شود، ماهیگیری برای اوقات فراغت، ورزش یا مسابقه است. می‌توان آن را با ماهیگیری تجاری که ماهیگیری حرفه‌ای برای سود است مقایسه کرد. یا ماهیگیری معیشتی که ماهیگیری برای بقا و امرار معاش است.

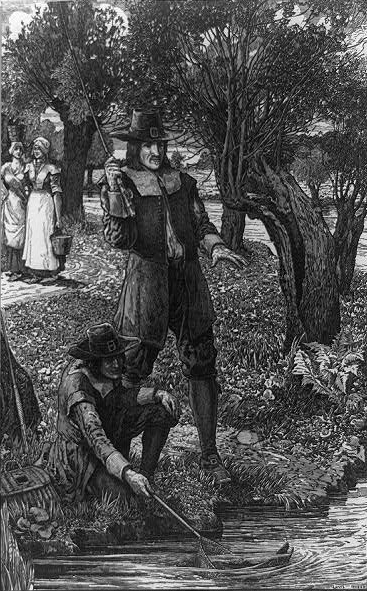
ماهی‌گیر ایزاک والتون که در سال ۱۶۵۳ منتشر شد، به محبوبیت ماهیگیری با مگس به عنوان یک ورزش کمک کرد. حکاکی روی چوب توسط لوئیس رهد

تکنیک‌های ماهیگیری تفریحی شامل جمع‌آوری با دست، کمان، نیزه ماهیگیری، تور، ماهیگیری و به دام انداختن است.

## تهاجم زیست‌شناختی
گونه‌های مختلفی مانند Cichla kelberi , C. piquiti، قزل‌آلای رنگین‌کمان، گربه‌ماهی وِلس و بسیاری از گونه‌های خانواده خورشیدماهیان آب شیرین (Centraarchidae) در محیط طبیعی یا مصنوعی به ماهیگیری ورزشی معرفی شده‌اند. برخی از این گونه‌ها تأثیر متعددی بر جانداران آبزی ایجاد کرده‌اند.